# Amal al-Roumi
Amal al-Roumi (* 22. August 1992) ist eine kuwaitische Leichtathletin, die sich auf den Mittelstreckenlauf spezialisiert hat.

## Sportliche Laufbahn
Erste Erfahrungen bei internationalen Meisterschaften sammelte Amal al-Roumi im Jahr 2022, als sie bei den Islamic Solidarity Games in Konya mit 4:36,57 min auf den elften Platz im 1500-Meter-Lauf gelangte. Im Jahr darauf belegte sie bei den Hallenasienmeisterschaften in Astana in 2:11,09 min den fünften Platz im 800-Meter-Lauf und gelangte über 1500 Meter mit 4:29,62 min auf Rang sieben. Anschließend gewann sie bei den Westasienmeisterschaften in Doha in 2:14,39 min die Bronzemedaille über 800 Meter hinter den Bahrainerinnen Marta Yota und Tigist Getent Mekonen und belegte zudem in 4:41,26 min den vierten Platz über 1500 Meter. Im Oktober schied sie bei den Asienspielen in Hangzhou mit 2:13,20 min im Vorlauf über 800 Meter aus und wurde in 4:34,55 min 13. über 1500 Meter. 2024 belegte sie bei den Hallenasienmeisterschaften in Teheran in 2:13,24 min den vierten Platz über 800 Meter. Im Mai gewann sie bei den Westasienmeisterschaften in Basra in 2:11,63 min die Bronzemedaille über 800 Meter hinter den Iranerinnen Toktam Dastarbandan und Negin Azari Edalat und sicherte sich über 1500 Meter in 4:38,73 min die Silbermedaille hinter der Iranerin Parichehr Shahi. Im August nahm sie dank einer Wildcard über 800 Meter an den Olympischen Sommerspielen in Paris teil und schied dort mit 2:12,13 min in der Hoffnungsrunde aus.
2025 schied sie bei den Asienmeisterschaften in Gumi mit 2:15,14 min in der Vorrunde über 800 Meter aus und wurde in 4:47,31 min 13. über 1500 Meter.

## Persönliche Bestleistungen
- 800 Meter: 2:09,99 min, 25. Mai 2024 in Brüssel
  - 800 Meter (Halle): 2:09,87 min, 7. Februar 2024 in Valencia
- 1500 Meter: 4:32,31 min, 2. Juni 2023 in Ninove
  - 1500 Meter (Halle): 4:29,62 min, 11. Februar 2023 in Astana (kuwaitischer Rekord)